# アドミタンス
アドミタンス（英: admittance）は、交流回路における電流と電圧の比である。慣習的に記号 Y、単位としてはジーメンス（S）が用いられる。計算を簡略化するため複素数表示（フェーザ表示）で表されることが多い。直流回路における電気伝導の代わりに用いられる。
交流回路における電圧と電流の比である インピーダンス Z とは次の関係がある。
{\displaystyle Y=Z^{-1}={\frac {1}{Z}}}
本項では、特に断りのない限り、記号 j を虚数単位、ω を交流の角周波数に用いる。

## 抵抗によるもの
電気伝導（コンダクタンス）成分と呼ぶ。電気伝導をG、電気伝導によるアドミタンスをYGとすると次のようになる。
{\displaystyle \mathbf {} Y_{\rm {G}}=G}

## インダクタンスによるもの
誘導性サセプタンス(susceptance)成分と呼ぶ。インダクタンスをL、インダクタンスによるアドミタンスをYLとすると次のようになる。
{\displaystyle \mathbf {} Y_{\rm {L}}={\frac {1}{\rm {j\omega {\it {L}}}}}}
{\displaystyle \mathbf {} =-{\rm {j{\frac {1}{\omega {\it {L}}}}}}}

## 静電容量によるもの
容量性サセプタンス成分と呼ぶ。静電容量をC、静電容量によるアドミタンスをYCとすると次のようになる。
{\displaystyle \mathbf {} Y_{\rm {C}}={\rm {j}}\omega C}

## R, L, C並列回路
R, L, C並列回路において、総合アドミタンスを Y、サセプタンス成分を B、加える電圧の複素数表示を V・実効値を Ve、流れる電流の複素数表示を I・実効値を Ie とすると次のようになる。
Y = G + 1 /(jωL) + jωC = G + jB,
B = ωC −  1/(ωL),
I = VY,
Ie = |I| = Ve|Y|,
{\displaystyle I_{\mathrm {e} }=V_{\mathrm {e} }{\sqrt {G^{2}+B^{2}}}.}
また、電流に対する電圧の位相差 φ は次式で表される。
{\displaystyle \phi =\tan ^{-1}{\frac {B}{G}}.}
インピーダンスのRLC直列回路とは次表の相関関係となる。
| RLC直列回路                                             | RLC並列回路                                                 |
| ------------------------------------------------------- | ----------------------------------------------------------- |
| {\displaystyle Z=R+jX}                                  | {\displaystyle Y=G+jB}                                      |
| {\displaystyle Z=R+j\omega L+{\frac {1}{j\omega C}}}    | {\displaystyle Y=G+{\frac {1}{j\omega L}}+j\omega C}        |
| {\displaystyle X=\omega L-{\frac {1}{\omega C}}}        | {\displaystyle B=\omega C-{\frac {1}{\omega L}}}            |
| 単位:[Ω](オーム)                                        | 単位:[S](ジーメンス)                                        |
| {\displaystyle V=IZ}                                    | {\displaystyle I=VY}                                        |
| {\displaystyle V_{e}=I_{e}{\sqrt {R^{2}+X^{2}}}}        | {\displaystyle I_{e}=V_{e}{\sqrt {G^{2}+B^{2}}}}            |
| Z: インピーダンス R: レジスタンス(抵抗) X: リアクタンス | Y: アドミタンス G: コンダクタンス(電気伝導) B: サセプタンス |
| L: インダクタンス、C: キャパシタンス                    |                                                             |